# Li Ziming
Li Ziming, em chinês 李子鳴, (Hebei, 25 de junho de 1903 — 23 de janeiro de 1993) foi um mestre da arte marcial Baguazhang pertencente à terceira geração desta arte criada por Dong Haichuan. Praticante do Baguazhang estilo Liang, criado por Liang Zhenpu, dedicou-se à preservação desta tradição.

## Biografia
Li Ziming nasceu na vila de Lijia, no condado Ji, na província de Hebei, em 25 de junho, 1903. 

### Formação
Seus estudos iniciais incluiaram o aprendizado de literatura e de artes marciais, era considerado muito talentoso em caligrafia e pintura chinesa.
Em 1921, tornou-se discípulo de  Liang Zhenpu, amigo de seu pai e mestre de Baguazhang representante da segunda geração desta arte.
Iniciou com ele um aprendizado intensivo, praticando diariamente até conquistar uma compreensão profunda dos segredos marciais desta arte.
Após seu treinamento com Liang, Li associou-se à Academia de Artes Marciais da Província de Hebei e treinou artes marciais com os famosos mestres Zhang Zhankui, Shang Yunxiang, e Ju Qingyuan.
Posteriormente retornou a Pequim, onde regularmente compartilhava seu aprendizado das técnicas das artes marciais lutando com seus "irmãos de treinamento" Guo Gumin, Li Shaoan, e Zeng Xingsan, além de outros mestres de artes marciais famosos.
Li atingiu um alto nível de proficiencia técnica e realização em todos os aspectos do  Baguazhang, incluindo: formas, armas, teoria e métodos de luta.
Era especialmente habilidoso na arte da luta, e suas técnicas de combate desarmado se aperfeiçoaram visivelmente com o passar dos anos.

### Preservação da tradição do Baguazhang
Li Ziming dedicou sua vida à preservação das diversas formas de Baguazhang, pesquisando sua teoria e popularizando esta arte. Conduziu amplas pesquisas sobre as aplicações marciais dos diversos estilos de Baguazhang, reunindo os melhores elementos de cada estilo. Orientou o desenvolvimento de muitos artistas marciais e mestres desta arte.
Li seguia um código de conduta moral estrito e era extremamente consciencioso e meticuloso com tudo que se relacionasse ao Baguazhang.
Era muito paciente ao ensinar seus alunos, ensinando a eles tudo que sabia sem quaisquer reservas.
Em 1979, para proteger o túmulo de Dong Haichuan, sugeriu que fosse transferido de sua antiga localização para a atual, situada no Cemitério Público de Wanan.
Sob sua liderança, um grupo de cerca de 100 praticantes de Baguazhang de Pequim realizou esta mudança em agosto de 1980.
Em 1981, contribuiu para a criação da primeira associação de pesquisa dedicada a um único estilo marcial na China – "Associação de Pesquisa de Baguazhang de Pequim" – foi eleito seu primeiro presidente, título que manteve até seu falecimento em 1993.
Li Ziming também foi responsável pela criação de um centro dedicado ao treino de Baguazhang.
Ao longo de sua vida, recebeu diversas honrarias de associações de artes marciais da China e de outros países.

### Falecimento
Faleceu em 23 de  janeiro de 1993, aos 91 anos de idade.
Após sua morte, foi a segunda pessoa a ser enterrada próxima a Dong Haichuan (seguindo seu mestre, Liang Zhenpu), no Cemitério Público de Wanan.

### Principais alunos
Entre seus discípulos mais famosos estão Ma Chuanxu (segundo presidente da Associação de Pesquisa de Baguazhang de Pequim), Wang Shitong, Zhao Dayuan, Di Guoyong (atual presidente da "Associação de Pesquisas de Xingyiquan de Pequim"), Sui Yunjiang, Li Gongcheng, Wang Tong, Zhang Quanliang, Sun Hongyan, e Ma Ling.